# Germaine Dulac
Germaine Dulac, nascuda Charlotte Elisabeth Germaine Saisset-Schneider el 17 de novembre de 1882 a Amiens i morta el 20 de juliol de 1942 a París, va ser una directora de cinema, realitzadora, productora i guionista francesa.

## Biografia
Germaine Saisset-Schneider era filla del general Maurice Saisset-Schneider i neboda del conseller d'Estat Raymond Saisset-Schneider. Va passar la major part de la infància i adolescència a París amb la seva àvia paterna, Jeanne Catherine Elisabeth Schneider, que tingué gran influencia en el seu desenvolupament artístic.
Considerada com a sensible, generosa, independent, posseïda per la passió de la investigació i la novetat, Germaine Dulac és entre les primeres a França a considerar el cinema com un gran art al qual va consagrar-se des de 1916.
Es casa l'any 1905 amb Albert Dulac, agrònom socialista i futur novel·lista. La seva vida professional comença l'any 1906 als periòdics feministes La Française i La Fronde, on fins a l'any 1913 redacta crítiques de teatre i principalment retrats de dones, conscient de la importància de l'emancipació de la dona, i de la idea de les dones com a agents de progrés en les diferents manifestacions de l'activitat humana. També escriu algunes peces de teatre.
L'any 1916 funda amb Irène Hillel-Erlanger una casa de producció, la DH Films. El 1915 dirigeix la seva primera pel·lícula, en què manifesta els seus dots emocionals i plàstics: Les Sœurs ennemies (1915); es converteix així en la segona directora de cinema a França després d'Alice Guy. Segueix la pel·lícula Venus Victrix (1917); realitza, a partir d'un guió del seu amic Louis Delluc, La Fête espagnole (1920), que anuncia el gir cap a l'experimentació formal, i esdevé una de les fortes personalitats de la primera avantguarda. Des de 1920 publica molts escrits històrics amb observacions noves i penetrants.
Després de La Mort du Soleil (1921), va realitzar la seva obra mestra amb La Souriante Madame Beudet (1923), crítica de la vida conjugal petit-burgesa o, en termes moderns, de «la incomunicació de la parella», basada en textos de Charles Baudelaire. Des de 1924 milita també amb ardor per difondre l'amor per al cinema i contribueix a desenvolupar els cine-clubs. Més endavant s'uní a la "segona avantguarda", amb La Coquille et le Clergyman (1928) (a partir d'un guió d'Antonin Artaud), un film fet amb total llibertat, ple d'un simbolisme poètic i d'imatges d'una gran violència onírica, i produí simfonies d'imatges, aliades a la música, amb Disque 927 (1927) (a partir de Chopin) o Thèmes et Variations (1928) i Étude cinématographique sur une arabesque (1929) –inspirat en una composició per a piano de Debussy,–, que mostren un interès pel "cinema pur". Va anar fent aleshores un gir cap a un cinema més realista amb Celles qui s'en font (1930), una pel·lícula musical considerada imprescindible per conèixer el París de 1930.
Quan el cinema sonor li impedí una producció totalment independent, va preferir consagrar-se a les notícies. Des de 1933 fins a la seva mort, l'any 1942, fou directora adjunta de les Actualités Gaumont i es dedicà a fer documentals i noticiaris que s'emetien als cines abans de la pel·lícula principal.
Escriptora d'importants textos teòrics, Dulac va col·laborar en les grans revistes cinematogràfiques de l'època –Le Film, Cahiers du Cinéma o Cinégraphie–, on exposà la seva idea del cinema com un art i com una indústria i defensava la importància de l'autoria.
És enterrada al Cementiri de Père-Lachaise.

## Filmografia

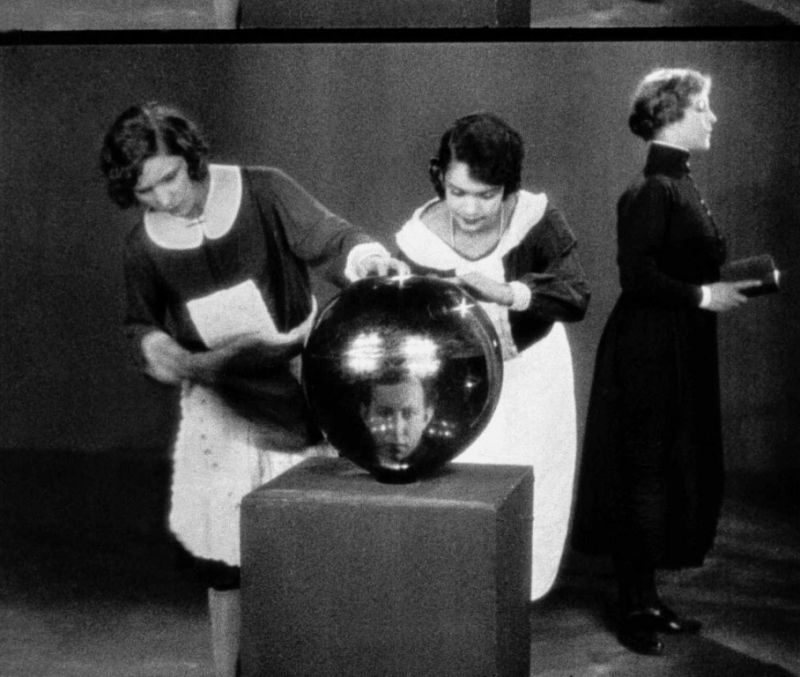
La Coquille et le Clergyman (1928).

### Com a realitzadora
- 1917: Les Sœurs ennemies (curtmetratge)
- 1917: Venus Victrix (curtmetratge)
- 1917: Géo, le mystérieux (curtmetratge)
- 1918: La Jeune Fille la plus méritante de France (curtmetratge)
- 1918: Âmes de fous (serial)
- 1918: Le Bonheur des autres (curtmetratge)
- 1919: La Cigarette (migmetratge)
- 1920: Malencontre (curtmetratge)
- 1920: La Fête espagnole
- 1921: La Belle Dame sans merci
- 1921: La Mort du soleil
- 1922: Werther (curtmetratge inacabat)
- 1923: La Souriante Madame Beudet
- 1923: Gossette (serial)
- 1924: Le Diable dans la ville
- 1924: Âme d'artiste
- 1926: La Folie des vaillants
- 1927: Antoinette Sabrier
- 1927: L'Invitation au voyage (migmetratge)
- 1928: Thèmes et variations (curtmetratge)
- 1928: La Princesse Mandane
- 1928: La Germination d'un haricot (curtmetratge)
- 1928: Disque 957 (curtmetratge)
- 1928: Danses espagnoles (curtmetratge)
- 1928: La Coquille et le Clergyman (migmetratge)
- 1929: Étude cinégraphique sur une arabesque (curtmetratge)
- 1930: Ceux qui ne s'en font pas (curtmetratge)
- 1930: Celles qui s'en font (curtmetratge il·lustrant dues cançons de Fréhel) amb Lilian Constantini, Georges Vallée
- 1934: Je n'ai plus rien (curtmetratge)
- 1935:[8] Le Cinéma au service de l'histoire (documental)

### Guionista
- 1924: Âme d'artiste
- 1927: L'Invitation au voyage
- 1927: Antoinette Sabrier

## Publicació
- Germaine Dulac, Écrits sur le Cinéma (1917-1939), textos aplegats per Prosper Hillairet, Éditions Paris Expérimental, 1994